# National Historic Trail
Les National Historic Trails sont conçus pour protéger les vestiges d'importantes routes terrestres ou maritimes afin de refléter l'histoire de la nation. Ils représentent les premiers voyages à travers le continent sur le Juan Bautista de Anza Trail ; la lutte de la nation pour l'indépendance sur le Overmountain Victory Trail ; les migrations épiques sur le Mormon Pioneer Trail et la piste de l'Oregon et le développement du commerce continental sur la piste de Santa Fe. Ils commémorent également le déplacement forcé et les difficultés des Amérindiens, sur la piste des larmes. Il y a 19 Historic Trails. La plupart d'entre eux sont des itinéraires panoramiques et non motorisés.
Les National Historic Trails ont été autorisés en vertu de la loi de 1978 sur les parcs et les loisirs nationaux (loi publique 95-625) modifiant la loi de 1968 sur le système de sentiers national (loi publique 90-543). Ils font partie du National Trails System.

## Liste des National Historic Trails

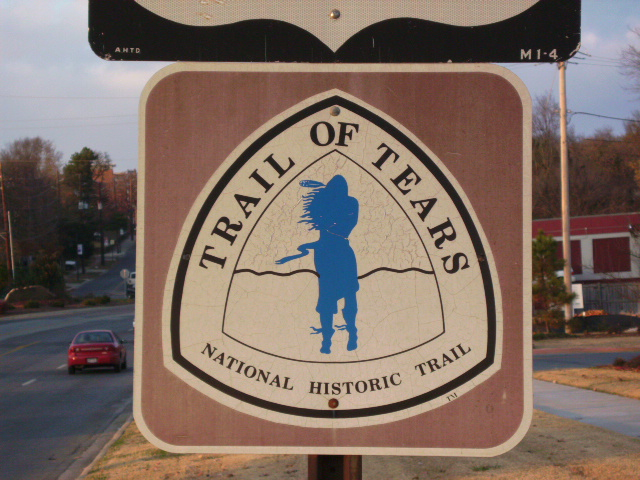
Panneau indicateur de la piste des Larmes, Arkansas.

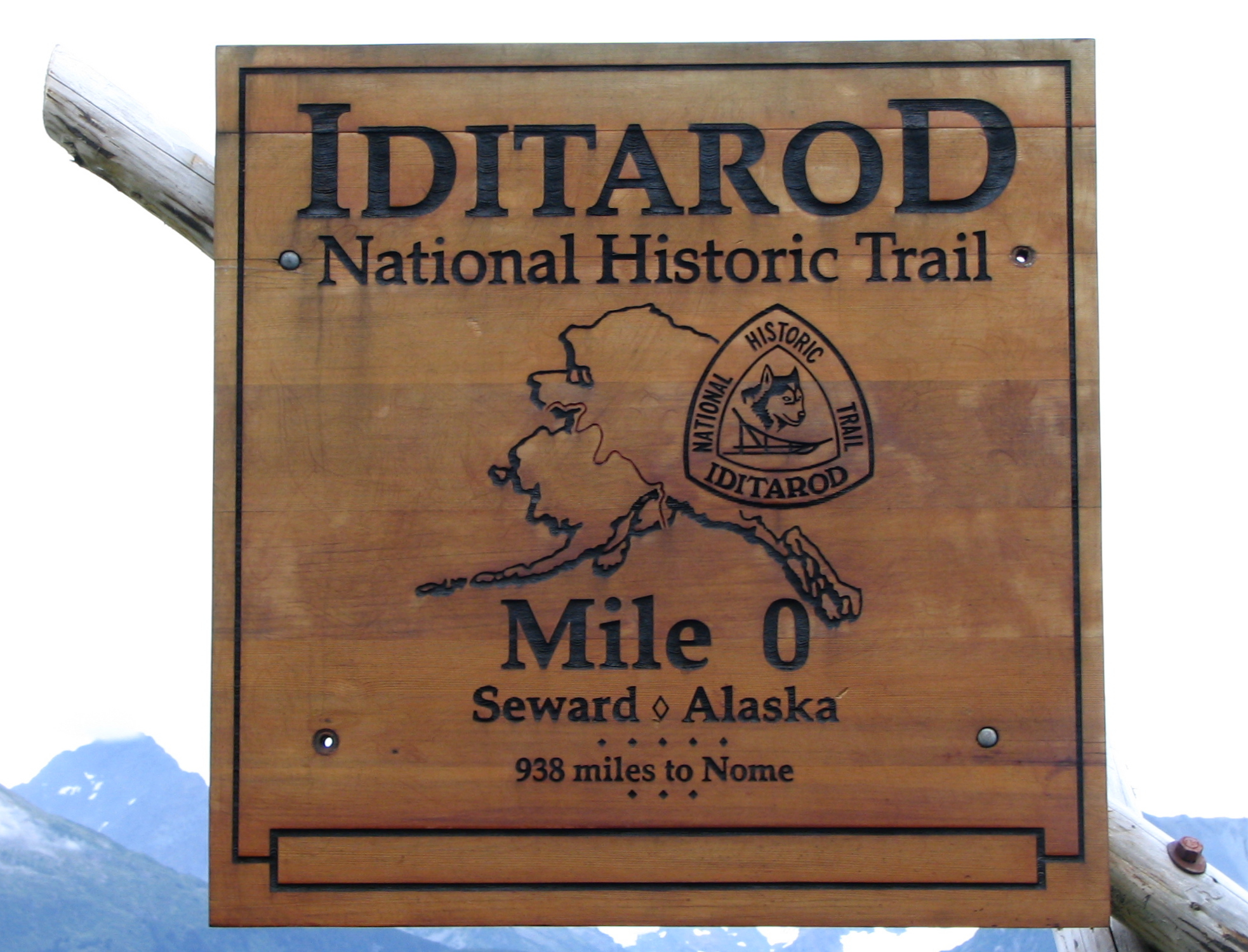
Le kilomètre 0 de l'Iditarod Trail à Seward, Alaska.

| Nom                                       | Année de création | Longueur | Longueur |
| Nom                                       | Année de création | mi       | km       |
| ----------------------------------------- | ----------------- | -------- | -------- |
| Piste de l'Oregon                         | 1978              | 2 170    | 3 490    |
| Mormon Pioneer Trail                      | 1978              | 1 300    | 2 100    |
| Lewis and Clark National Historic Trail   | 1978              | 3 700    | 6 000    |
| Iditarod Trail                            | 1978              | 2 350    | 3 780    |
| Overmountain Victory Trail                | 1980              | 275      | 443      |
| Nez Perce Trail                           | 1986              | 1 170    | 1 880    |
| Piste de Santa Fe                         | 1987              | 1 203    | 1 936    |
| Piste des Larmes                          | 1987              | 2 200    | 3 500    |
| Juan Bautista de Anza Trail               | 1990              | 1 200    | 1 900    |
| Piste de la Californie                    | 1992              | 5 665    | 9 117    |
| Pony Express Trail                        | 1992              | 1 966    | 3 164    |
| Selma to Montgomery Trail                 | 1996              | 54       | 87       |
| Camino Real de Tierra Adentro             | 2000              | 404      | 650      |
| Ala Kahakai Trail                         | 2000              | 175      | 282      |
| Old Spanish Trail                         | 2002              | 2 700    | 4 300    |
| El Camino Real de los Tejas Trail         | 2004              | 2 580    | 4 150    |
| Captain John Smith Chesapeake Trail       | 2006              | 3 000    | 4 800    |
| Star-Spangled Banner Trail                | 2008              | 290      | 470      |
| Washington-Rochambeau Revolutionary Route | 2009              | 600      | 970      |